# فوتس کریک (اورگن)
فوتس کریک (به انگلیسی: Foots Creek) یک منطقهٔ مسکونی در ایالات متحده آمریکا است که در شهرستان جکسون، اورگن واقع شده‌است. فوتس کریک ۷۹۹ نفر جمعیت دارد و ۳۰۶٫۰۲ متر بالاتر از سطح دریا واقع شده‌است.